# The Cove
The Cove é um documentário norte-americano lançado no ano de 2009. O filme analisa e questiona a prática de caça aos golfinhos no Japão e foi vencedor do Oscar na categoria de melhor documentário do ano de 2010. O filme é dirigido por Louie Psihoyos.

## Sinopse
Psihoyos, sua equipe e o ativista Ric O'Barry, viajam a Taiji, Japão, uma cidade devota a baleias e golfinhos. No entanto, em um local próximo e isolado, cercado por placas de "Perigo", uma atividade é praticada longe dos olhos do público. Um grupo de pescadores praticam a caça dos golfinhos, que são vendidos a aquários e parques marinhos gerando enorme renda aos envolvidos.
Taiji é o maior fornecedor de golfinhos do mundo. Seus barcos de pesca formam uma barreira de som, levando os golfinhos à praia onde treinadores de várias partes do mundo aguardam para selecioná-los. Os mais cobiçados são as fêmeas nariz-de-garrafa. Os golfinhos não selecionados são discretamente abatidos e sua carne, altamente tóxica por mercúrio, vendida.
As imagens da matança foram obtidas por meio de câmeras escondidas nos arredores do local. De acordo com evidências apresentadas pelo documentátio, o governo japonês dá cobertura a essas práticas e o público japonês não está ciente sobre a caça e a comercialização da carne de golfinho.
As tentativas de documentar a matança de golfinhos que ocorre no local é interrompida pela polícia local e o governo japonês trata os visitantes com intimidação e questionamentos. O filme também reporta o fato de que o Japão compra votos a favor de países mais pobres na Comissão Baleeira Internacional. No final do filme, O'Barry entra na sala de reunião da Comissão carregando um televisor mostrando as filmagens do massacre dos golfinhos de Taiji e circula até ser escoltado para fora do recinto.

## Elenco

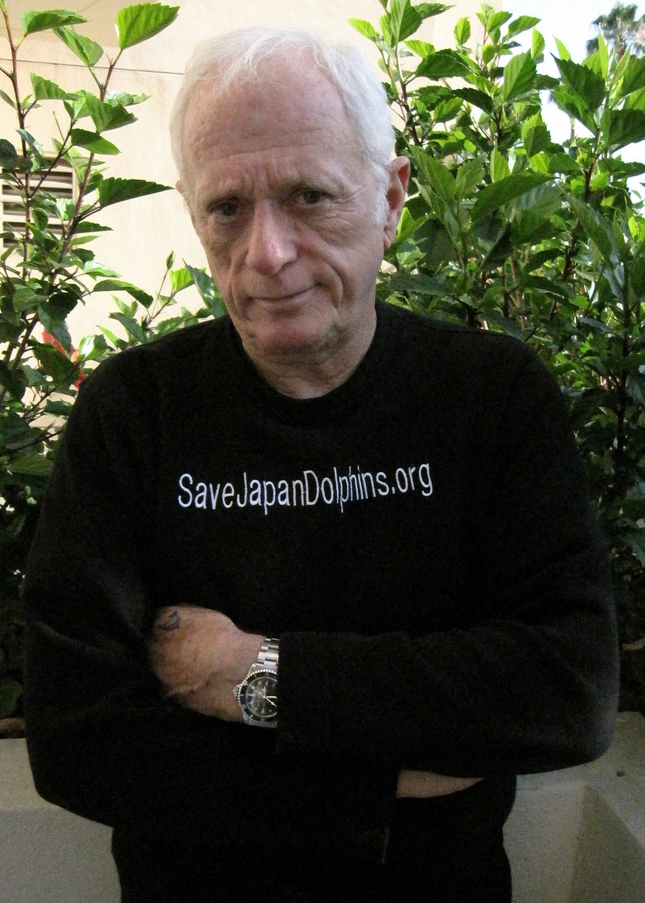
Ric O'Barry em Junho 2009

- Scott Baker
- Hayden Panettiere
- Joe Chisholm
- Mandy-Rae Cruickshank
- Charles Hambleton
- Simon Hutchins
- Hardy Jones
- Kirk Krack
- Isabel Lucas
- Ric O'Barry
- Roger Payne
- John Potter
- Louie Psihoyos
- Dave Rastovich
- Paul Watson

## Prêmios e indicações
The Cove foi indicado e recebeu inúmeros prêmios.
- Oscar 2010 (2010) – Melhor documentário [3]  No discurso de agracedimento, a equipe foi abruptamente interrompida pela orquestra quando Ric O'Barry ergueu um cartaz com o texto "Text Dolphin to 44144".[4]
- Genesis Awards (2010) - Melhor documentário
- 62nd Writers Guild Awards (2009) – Melhor documentário (20 de fevereiro, 2010)
- Directors Guild Awards (2009) – Melhor direção, Directors Guild of America (31 de janeiro, 2010)[5]
- National Board of Review – Melhor documentário,  (3 de dezembro, 2009)[6]
- 15th BFCA Critics' Choice Awards (2009) – Melhor documentário, Critics' Choice Awards in Los Angeles (15 de janeiro, 2010)[7]
- Los Angeles Film Critics Association – Melhor documentário[8]
- Toronto Film Critics Association Awards (2009) – Prêmio Allan King - Documentário (16 de dezembro, 2009)[9]
- Toronto Film Critics Association Awards (2009) – Melhor documentário (16 de dezembro, 2009)[9]
- Newport Beach Film Festival (2009) – Prêmio do público - Melhor documentário [10]
- New York Film Critics Online (NYFCO) – Melhor documentário(13 de dezembro, 2009)[11]
- Sheffield Doc/Fest (2009) – The Sheffield Green Award (8 de novembro, 2009)[12]
- Cinema Eye Honors (2009) – (Indicado) Melhor trilha sonora original – J. Ralph (5 de novembro, 2009)[13]